# گیوم فانوچی
گیوم فانوچی (انگلیسی: Guillaume Fanucchi؛ زادهٔ ۲۱ مهٔ ۱۹۹۵) بازیکن فوتبال اهل فرانسه است.
از باشگاه‌هایی که در آن بازی کرده‌است می‌توان به باشگاه فوتبال آژاکسیو اشاره کرد.